# Margaret Lindsay Williams
Pour les articles homonymes, voir Williams.
Margaret Lindsay Williams (18 juin 1888 - 4 juin 1960) est une artiste galloise qui a peint des portraits de la famille royale britannique, de la royauté européenne et des présidents américains. Elle est surtout reconnue comme portraitiste et peint des portraits d'Alexandra de Danemark, de Mary de Teck, de la princesse Margaret et d'au moins cinq portraits de l'actuelle reine Elizabeth II. Elle peint également le président Warren Harding, Henry Ford et William Slim. Bien que Margaret L. Williams ait acquis une reconnaissance considérable et ait été célèbre de son vivant, son travail a été négligé depuis.

## Biographie

### Jeunesse et formation
Williams est née à Cardiff. Elle est l'aînée des deux filles de Samuel A. Williams, un courtier de Barry Docks et de Martha Margaret Lindsay, qui était d'origine écossaise,. Pendant quelques années, à partir de 9 ans, elle habite 9 Windsor Road, Barry.
Wiliams a étudié à la Cardiff School of Art, remportant une médaille d'or en 1904. En 1905, elle s'inscrit à la Pelham Street School of Painting à Kensington pour se préparer à entrer à la Royal Academy en 1906. À la Royal Academy School, elle a remporté plusieurs prix, dont une médaille d'or en 1911 pour son travail The City of Refuge,. À l'époque, elle était la plus jeune artiste à remporter une médaille d'or à l'école et la première du Pays de Galles à le faire. La même année, elle établit son propre studio à Eaton Terrace à St John's Wood avec les fonds fournis par son père,. L'année suivante, elle obtient une bourse de voyage et, sur les conseils de John Singer Sargent, passe 18 mois à étudier en Italie et aux Pays-Bas. En mars 1914, Williams tient sa première exposition solo, montrant quelque 58 peintures aux New Galleries de Cardiff.

### Première guerre mondiale
Au début de la Première Guerre mondiale, Williams a fait pression sur David Lloyd George, notamment par des lettres, pour avoir une nomination en tant qu'artiste de guerre officielle avec la division galloise en France. Alors que Lloyd George pensait que c'était une bonne idée pour le régiment d'avoir une artiste attachée, il ne souhaitait pas envoyer une femme aussi près de la ligne de front et a refusé sa demande. Lloyd George soutient sa candidature pour travailler pour le ministère de l'Information, mais cela n'aboutit pas. Williams a fourni les illustrations d'une anthologie en prose de 1915 organisée par Margaret Lloyd George pour soutenir le Fonds national pour les troupes galloises. Les illustrations étaient des scènes de légendes galloises et Williams est revenue sur ce thème pour son travail de la Royal Academy de 1916 et pour un livre illustré de 1917. En 1915, Williams a organisé une exposition de son travail à Cardiff pour recueillir des fonds pour l'hôpital militaire de Netley, ce qui l'a amenée à recevoir un certain nombre de commandes. Parmi les œuvres exposées on compte Cardiff Royal Infirmary during the Great War, peinte en 1916 ainsi que sa représentation de la scène à Cardiff City Hall lorsque David Lloyd George a dévoilé une série de statues en marbre de héros gallois. Ce travail comprenait 114 portraits individuels et impliquait pour Williams plusieurs visites à Downing Street pour peindre David Lloyd George et les membres du cabinet ministériel. Sa plus grande peinture était celle du Welsh National Service tenu à l'abbaye de Westminster en juin 1918 à l'appui du Welsh Prisoners of War Fund. Williams a passé deux ans à travailler sur cette toile de 609 x 487 centimètres dans l'abbaye elle-même avant de trouver un studio assez grand pour l'y installer. Elle a passé une année supplémentaire sur le travail, qui a finalement inclus quelque 150 portraits, notamment de la reine Alexandra et sa fille la princesse Victoria. Le travail a été commandé par le magnat du transport maritime Lord Glanely qui l'a présenté à la ville de Cardiff, où il est toujours suspendu dans le palais de justice de la ville.

### Après-guerre
À la fin de la Première Guerre mondiale, Williams était une artiste à succès. Pendant la guerre et jusqu'au début des années 1920, Williams a peint de nombreuses toiles aux connotations religieuses, notamment The Devil's Daughter en 1917, The Triumph en 1918, The Imprisoned Soul en 1920 et The Menace en 1925.

#### Une portraitiste à succès
À compter du milieu des années 1920, elle décide de se concentrer sur son activité de portraitiste. Elle reçoit alors de nombreuses commandes et portraiture ainsi de nombreuses générations de familles galloises célèbres, notamment celle d'Ivor Novello. À Londres elle réalise 4 portraits de George Riddell qui lui déniche quelques commandes. La plus notable de ces commandes est St Paul's Cathedral Thanksgiving Service, une œuvre de grand format exposée à la Royal Academy en 1933 et peinte à l'occasion de la réouverture de la Cathédrale après des travaux de consolidation des piliers et du dôme qui ont duré de 1925 à 1930. Ce large groupe de portraits inclut un portrait de George V et de Mary de Teck. Williams a peint un autre portrait de la reine Mary en 1938 pour l'hôpital Saint Thomas. Elle reçoit d'autres commandes royales telles que des portraits de la princesse Margaret présentés en Afrique du Sud par un homme d'affaires en 1937, un portrait du Prince Charles, de la princesse Anne et au moins cinq portraits de la reine Élisabeth II dont un en tant que jeune princesse.
Margaret Lindsey Williams a visité les États-Unis au moins cinq fois dans sa vie. En 1922, elle reçoit la commande du portrait à échelle réelle du président Warren Harring. Parmi les autres commandes américaines on compte un portrait de Henry Ford, de William Slim.
Williams a exposé avec la South West Art Society tout au long de sa vie et devient vice-président de la société en 1931. Elle visite plus rarement le Pays de Galles à partir de 1934, lorsque ses parents déménagent à Londres. Sa maison à Hamilton Terrace à St Johns Wood était le lieu de nombreuses fêtes et réceptions, en particulier lorsqu'elle avait de nouvelles œuvres à présenter. Cependant il semble qu'elle a mené une existence relativement solitaire et elle ne s'est jamais mariée.
Elle a maintenu tout au long de sa carrière un style relativement académique, volontairement hermétique aux évolutions artistiques contemporaines.
Williams était une congrégationaliste et ses funérailles ont eu lieu dans l'église congrégationaliste de Windsor Road de Barry. Elle est enterrée dans le cimetière de Barry.
Une Blue plaque a été placée à son som[Quoi ?] au 9 Windsor Road à Barry.